# 劇場版ポケットモンスター アドバンスジェネレーション ポケモンレンジャーと蒼海の王子 マナフィ
『劇場版ポケットモンスターアドバンスジェネレーション ポケモンレンジャーと蒼海の王子 マナフィ』（げきじょうばんポケットモンスターアドバンスジェネレーション ポケモンレンジャーとうみのおうじ マナフィ）は、2006年7月15日から公開されたテレビアニメ『ポケットモンスター』の劇場版第9作である。

## 概要
アドバンスジェネレーションとしては最後の作品となる。興行収入34億円。
前売り券には『ポケモンレンジャー』で遊べる極秘ミッション（Wミッション）の引換券がついており、それをクリアするとマナフィのタマゴがもらえ、『ダイヤモンド・パール』にマナフィのタマゴを送ることができた（マナフィのタマゴが孵化するのは9月28日で、『ダイヤモンド・パール』の発売日と同じである）。DVDにも初回限定でマナフィの引換券がついている。
映画の舞台となった海のモデルは、イタリアのナポリとカプリ島の海である。また、海底神殿「アクーシャ」のモデルは、ナポリやローマの遺跡群である。
ポケモン映画初の韓国との同時期公開（韓国では2006年7月20日公開）。『ポケモン☆サンデー』の企画で、ロバートが元船乗りの老人3人組役として韓国語の声優に挑戦した。
2020年11月15日には、『劇場版ポケットモンスター ココ』の公開を記念し、ゲスト出演者の1人である上白石萌歌が劇場で始めて見た同作の無料オンライン上映会が実施された。

## あらすじ
盗賊団「ファントムトループ」を率いる悪名高い海賊「ファントム」は、ある日海底で1つのタマゴを手に入れるが、忍び込んでいたポケモンレンジャーの「ジャック・ウォーカー」（ジャッキー）により奪われる。
一方、サトシ一行は旅の途中でポケモンと心を通わすことができるという今では数少ない水の民の一族の末裔、ヒロミとその家族によるマリーナ一座に出会う。たまたま一座と旅を共にすることになったサトシ一行だが、旅の途中ハルカは偶然にも不思議に光るマナフィの卵を発見する。
実はマナフィの卵をファントム一味から守るため、ジャッキーが密かにマナフィと関わり深い水の民の末裔であるマリーナ一座協力の下、ピエロとして隠れながらマナフィの卵を育てていたのである。
ハルカは不思議なポケモンの卵に興味を示すものの、マリーナ一座はこれを隠そうとする。しかしある晩、マナフィの卵の不思議な力により、ハルカはかつて水の民がポケモンとの親交を深めるために建造した海底神殿、「アクーシャ」へと導くことを運命付けられたまだ見ぬマナフィの不思議な夢を見る。
この神殿に不思議な感覚を覚えたハルカはこれをマリーナ一座に話したところ、衝撃の事実を知らされる。ポケモンと心を通わすことのできる水の民が誰でも1度は見るというこの夢にまつわる言い伝えを聞かされたハルカは、自らとマナフィの運命付けられた不思議なつながりに心をときめかせるのだった。

## 登場人物・キャスト

### レギュラーキャラクター
詳細は個別記事かアニメ版ポケットモンスターの登場人物を参照。
サトシ
声 - 松本梨香
本作の主人公。ハルカと共に「マナフィの両親（父親）役」を務める。
タケシ
声 - うえだゆうじ
世界一のポケモンブリーダーを目指している。
ハルカ
声 - KAORI
アニメ版での準主人公で本作では実質的な主人公の立場となって、サトシ同様重要な役割を果たす。トウカジムのジムリーダー・センリの娘であるポケモンコーディネーター。サトシと共に「マナフィの両親（母親）役」を務める。また、「かも」という口癖からマナフィから「かも」と呼ばれる。
マサト
声 - 山田ふしぎ
ハルカの弟。
ムサシ
声 - 林原めぐみ
ロケット団の一員。
コジロウ
声 - 三木眞一郎
ロケット団の一員。
ニャース
声 - 犬山イヌコ
ロケット団の一員。2足歩行して人間の言葉を喋るポケモン。
ソーナンス

ムサシのポケモン。
マネネ

コジロウのポケモン。
サトシのポケモン
ピカチュウ
声 - 大谷育江
サトシの最初のポケモン。
ヘイガニ
声 - 小西克幸
水タイプである為、ピカチュウに次いで出番が多い。
ジュカイン

オオスバメ
声 - 石塚運昇
ドンファン

エイパム
声 - 伊東みやこ

ハルカのポケモン
ゴンベ
声 - 佐藤智恵
ゼニガメ
声 - 半場友恵
イーブイ

ナレーション
声 - 石塚運昇

### ゲストキャラクター
ジャック・ウォーカー（ジャッキー）
声 - 山寺宏一（特別出演）
本作のゲスト主人公。幼少期ポケモンに命を助けられたことをきっかけに、ポケモンを救うポケモンレンジャーとなった。レンジャーランクは9。普段は軽い口調で飄々とした性格だが、いずれ別れることになるマナフィとハルカの心境を考慮するなど年相応の思慮深さを持ち合わせる。
ヒロミ
声 - 眞鍋かをり（特別出演）
ポケモンと心を通わすことができるという“水の民”の末裔。マリーナ一座の花形としてポケモン水中サーカスで活躍する一方、マナフィの母親役となったハルカの最大の理解者となる。料理はあまり得意ではない。
彼女は『ポケットモンスター ダイヤモンド・パール』と『ポケットモンスター プラチナ』の220ばんすいどうで、ビキニのおねえさんの姿で登場。名前や登場時セリフはもとより、持っているポケモンも映画と同じ。
ジュディ
声 - ベッキー（特別出演）
オペレーター。ジャッキーの数少ない話し相手。
ファントム・トループ
声 - 藤岡弘、（特別出演）
本作のゲスト悪役。マナフィを利用し、伝説の秘宝“海の王冠”を手に入れようと企む悪名高い海賊。「世の中には2種類の男（人間）がいる」と言うのが口癖。水の民に関する知識は豊富で、神殿内部では極めて困難な解読すらできる。また、岩を軽々と持ち上げるほどの怪力を持つが、これは服の中にメカスーツを仕込んでいるため。
手持ちポケモン
カイロス

パラセクト
ペラップ
声 - ホリ（特別出演）
ファントムお気に入りのポケモン。最後はジャッキーに助けられ、サトシたちに寝返る。
ギジュ
声 - 三宅健太
ファントムの部下で側近。彼以外にも部下は複数存在しており、ほとんどが男性だが女性の部下も存在する。
カイ
声 - 佐々木誠二
ヒロミの父親。
シップ
声 - 西村知道
ヒロミの祖父。昔は船で世界を旅していた。
ミナモ
声 - 本田貴子
ヒロミの母親。ハルカにヒロミの姉に見間違われるほど若々しい。
マナフィ
声 - 白鳥由里
海のポケモン達のリーダーとなることを運命付けられたポケモン。海底神殿アクーシャへの道のりを本能的に知っており、卵の頃からファントムに狙われる。偶然ハルカを母親と思いこみ、彼女らを海底神殿アクーシャへと導く。母親と認識したハルカ以外の人間が抱こうとすると途端に泣き始めるが、例外的にサトシが抱いたときには笑顔を見せるなど、サトシを「父親」と認識している節がある。
テレパシーのような能力を使用できるほか、不思議な力「ハートスワップ」で人の心を入れ替えることができる。
基本的に人語は話さないが、ハルカたちの影響か、断片的に人語を発することがある。
ブイゼル、チャーレム
声 - 阪口大助、西村ちなみ
マリーナ一族と共に旅をしているポケモン。
ガブ、ダブ、ザブ
声 - 大竹宏、上田敏也、宝亀克寿
シップの若いころからの友人達。年老いているが元気である。

## スタッフ
- 原案 - 田尻智、増田順一、杉森建
- スーパーバイザー - 石原恒和
- アニメーション監修 - 小田部羊一
- エグゼクティブプロデューサー - 久保雅一、伊藤憲二郎
- プロデューサー - 吉川兆二、松迫由香子、岡本順哉、盛武源
- アニメーションプロデューサー - 奥野敏聡、神田修吉
- TVリレーションシップス - 深沢幹彦、松山進
- アシスタントプロデューサー - 島村優子、福田剛士、山本愼仁
- デスク - 高梨志帆、石橋里奈
- 脚本 - 園田英樹
- 絵コンテ - 湯山邦彦、木村哲、宮尾佳和、於地紘仁
- 演出 - 於地紘仁、飯島正勝、浅田裕二、鎌倉由実、えんどうてつや、徳本善信、高橋ナオヒト、宮尾佳和
- キャラクターデザイン - 毛利和昭、松原徳弘、一石小百合、山田俊也
- デザインワークス - 宮尾佳和、石本剛啓、コレサワシゲユキ、近永健一、佐藤和巳、井ノ上ユウ子、田口広一、堺美和
- 総作画監督 - 毛利和昭、佐藤和巳
- 作画監督 - 松原徳弘、井ノ上ユウ子、みやたただあき、田口広一、玉川明洋、松本卓也、志村隆行、崎山知明、沢田正人
- 動画チェック - 榎本富士香、笠間陽子、室岡辰一、新藤晴子、齋藤友希
- 色彩設計 - 佐藤美由紀、吉野記通
- 色指定 - 長尾朱美、井上昭子、手嶋明美
- 検査 - 佐藤直、小野田美香、佐々木尚子、奥井恵美子、伊藤敦子
- 特殊効果 - 太田憲之、田中さよ
- プロダクションマネージャー - 大竹研次
- 美術監修 - 金村勝義
- 美術監督 - 秋葉みのる
- デジタルワークス - 高尾克己
- 撮影監督 - 水谷貴哉
- CGI監督 - 佐藤誠
- CGIプロデューサー - 坂美佐子
- 編集 - 辺見俊夫
- 編集助手 - ジェイ・フィルム、今井大介、古谷桃子
- 現像 - イマジカ
- 音楽 - 宮崎慎二
- 音楽プロデューサー - 篠原一雄、齋藤裕二
- 音響監督 - 三間雅文
- 音響プロデューサー - 南沢道義、西名武
- 制作担当 - 小板橋司
- 制作デスク - 亀井康輝
- 制作進行 - 大杉善信、藤井康晶、内田晴香、秀島雄一郎、高嶋久嗣、村田貢一、近藤琢磨、小磯哲也
- 製作 - 亀井修、陣内弘之、富山幹太郎、芳原世幸、井澤昌平、原口宰、八木正男
- アソシエイトプロデューサー - 川原章三、小川治、山内克仁、野本岳志、山下善久、今井茂人、紀伊高明
- 制作 - 小学館プロダクション
- アニメーション制作 - O.L.M Team Koitabashi
- 監督 - 湯山邦彦
- 製作 - ピカチュウプロジェクト（The Pokémon Company、小学館、テレビ東京、メディアファクトリー、タカラトミー、ジェイアール東日本企画、O.L.M、小学館プロダクション）

## 主題歌
本作にはオープニングが存在しない（当時のアニメOPテーマだった「スパート!」の男声アカペラコーラスバージョンが劇中に挿入されている）。
エンディングテーマ「守るべきもの」（24-twenty four-収録）
作詞・作曲 - Yoshihiko Nishio / 編曲 - L.O.E / 歌 - Sowelu（デフスターレコーズ）

## 映像ソフト化
- 本編のDVDは、2006年12月22日発売。
- 映画10周年を記念して発売された「劇場版ポケットモンスター PIKACHU THE MOVIE BOX 2003-2006」に収録されている。

## コミカライズ
『月刊コロコロコミック』に漫画版が掲載された。作画は溝渕誠。